# Viggo Starcke
Viggo Starcke, né le 13 mars 1895 à Copenhague (Danemark) et mort le 22 mars 1974 à Kongens Lyngby (Danemark), est un homme politique danois membre du Parti de la justice, ancien ministre et ancien député au Parlement (le Folketing).

## Ouvrages
- Danmark i Verdenshistorien, 1946
- De store Landboreformer og Handelfrihedens Tid, 1936 (avec N. Bredkjær)
- Folket og Retfærdigheden, 1943
- Fosterdrab, 1932
- Harald Høffding og C.N. Starcke, 1928
- Giertrud Birgitte Bodenhoff’s Mysterium, 1954
- Livet ligger i Fremtiden, 1945
- Nationale Spørgsmaal, 1946
- "Posebind og Posebøger" i Bogvennen 4 (1949), s. 60-89
- Social ret, 1931
- Triumf eller fiasko?, 1972
- The Viking Danes, 1949 (en ligne)